# Stazione di Putignano
La stazione di Putignano è una stazione ferroviaria situata nella parte nord della città di Putignano, nella città metropolitana di Bari.
Sorge sulla linea Bari-Taranto, ed è capolinea della Mungivacca-Putignano. È gestita dalle Ferrovie del Sud Est.

## Storia
La stazione fu inaugurata il 12 agosto 1900 in concomitanza con la linea Bari-Locorotondo.
In epoca fascista l'edificio originale subì un ampliamento.
Negli ultimi anni il gestore ha costruito una nuova sede dei locali della stazione accanto all'edificio storico.

## Strutture e impianti
La stazione è servita da tre binari attivi per il servizio viaggiatori, oltre a quattro di servizio per lo stazionamento e il rifornimento dei convogli.

## Movimento
La stazione è servita dai treni regionali svolti dalle Ferrovie del Sud Est nelle relazioni Martina Franca - Putignano e Putignano - Rutigliano via la linea 1, oltre alla relazione Bari - Putignano via la linea linea 1 bis. 

## Servizi
La stazione dispone di:
- Biglietteria a sportello e automatica
- Capolinea Autolinee urbane ed extraurbane
- Bar
- Edicola
- Servizi igienici
- Area per l'attesa
- Parcheggio di scambio
- Accessibilità per portatori di handicap

## Galleria d'immagini

Domenica 12 agosto 1900, Inaugurazione della stazione
Stazione di Putignano, vecchio edificio, vista lato binari
Stazione di Putignano, vecchio edificio, vista panoramica dal lato esterno